# Ellenföld

Philolaosz világképe Ellenfölddel. Az egyszerűsített ábráról hiányzik a Hold és a többi bolygó. (Központi Tűz, Ellenföld, Föld, Hold, Nap, Merkúr, Vénusz, Mars, Jupiter, Szaturnusz. A csillagokon keresztül az Égi Tűz fénye látszik.) M. A. Orr: Dante and the Early Astronomers Dante és a korai csillagászok című 1913-ban megjelent műve nyomán

Az Ellenföld (ógörögül: Ἀντίχθων, azaz Antikhthón; az ὰντὶ „szemben” és a χθών „föld” szavakból képzett ógörög szóösszetétel) eredetileg az ókori görög püthagoreusok világmodelljében egy feltételezett bolygó.

Antichthon egyik legújabbkori asztrológiai szimbóluma

1. Krotóni Philolaosz nevéhez kötődik a püthagoreusok bolygórendszer modellje, világmodellje, amelyben a Központi Tűz (πῦρ μέσον) körül keringenek a bolygók: az Ellenföld, a Föld, a Hold, a Nap és a többi öt bolygó, a Merkúr, a Vénusz, a Mars, a Jupiter és a Szaturnusz. Körben a csillagokon keresztül a még távolabbi Égi Tűz fénye látszik. 
2. Későbbi korokban Platón, majd Arisztotelész tételezett fel a Földön déli kontinenst vagy kontinenseket, amire használták az „antipodesz” azaz „ellenlábasok” kifejezést, Arisztotelész pedig legalábbis a déli pólus körül feltételezett kontinensre az Antarktikosz kifejezést is.
Később viszont más antik szerzők (pl. Pomponius Mela) erre az ismeretlen déli kontinensre ugyanazt a szót használták, mint a püthagoreusok a bolygóra, azaz Antikhthón, vagyis Ellenföld.
A püthagoreus Hikétasz nevéhez kötik az Ellenföld és Központi Tűz áthelyezését a Földre mint déli kontinens (vagy az egész déli félteke) illetve a központi tüzet a Föld középpontjába még az i. e. IV. században.
3. A XX. század közepétől főként tudományos fantasztikus szerzők műveiben jelent meg egy képzeletbeli bolygó, Ellenföld a Föld pályájának ellentétes oldalán mindig a Nap mögött.
4. Ezek hatására a csillagászok mint érdekességgel foglalkoztak a kettős gravitációs rendszerekben (pl. Nap-Föld vagy Föld-Hold) kimutatott, régóta ismert jelenséggel, az ún. Lagrange-pontokkal. Olyan gravitációs gödrökkel, amelyek következményeként ezekben por és kisebb meteorok gyűlnek fel, és ezek egyike a Nap-Föld rendszerben éppen a Földpálya túloldalán lehet.
5. Ikerföld – Hilary Putnam Ikerföld elmélete az Agyak a tartályban című művében szerepelt, amelyben a fogalmakkal és jelentésükkel, értelmezésükkel kapcsolatos problémákat egy szinte teljes mértékben a létező Földdel azonos, és csupán néhány apró részletben különböző Ikerföld példájának a segítségével tárgyalja.
6. Ikerföld, párhuzamos Föld, Föld 2.0, Föld-szerű exobolygók (Twin Earth, Earth analog, Earth 2.0) A legutóbbi időkben a Naprendszeren kívüli bolygórendszerek, bolygók felfedezésére vonatkozó kutatások nyomán kezdték használni a Ikerföld elnevezést olyan Naprendszeren kívül más bolygórendszerekben keringő kőzetbolygókra, amelyek paraméterei (tömeg, átmérő) hasonlóak a Földéhez. Többnyire a feltételek közé sorolják, hogy a bolygó a lakhatósági sávban keringjen, vagyis olyan távolságban a csillagától, ami lehetővé teszi a felszínén cseppfolyós halmazállapotú víz jelenlétét. (A légkörre azért nincsenek megkötések, mert a földi légkör összetételének kialakulásában az élet jelenlétének meghatározó szerepe volt.)
Az ezeknél jelentősen nagyobb tömegű ilyen kőzetbolygókat szuperföldeknek nevezik.

## Története
Az ókori filozófusok gondolati úton jutottak el az Ellenföldnek nevezett bolygó illetve déli kontinens feltételezéséhez.
- Bizonyos értelemben gondolati előzményének tekinthető a különféle vallások túlvilág, másvilág képzetei. Például az óegyiptomi Amentet, azaz a Nyugat.

- Modern kori értelmezések szerint Atlantisz is egyfajta ellenföldként értelmezhető de itt társadalomfilozófiai értelemben: pontosan ellentettje az ősi, mitikus görög világnak akikkel hadban álltak.

- Szintén nem természet- hanem társadalomfilozófiai értelemben ellenföldnek tekinthetők a különféle utópiák és antiutópiák.

- Irodalmi és filmes alkotásokban gyakran keveredik a természet- és a társadalomfilozófiai ellenföld képzet.

## Részletesebben
1. Az Ellenföld nevű bolygó
Az Ellenföld mint bolygó illetve mint kontinens képzete közötti hasonlóság, hogy bolygóként illetve kontinensként is az ókori  görögök szóhasználatában a Lakott Világ (Európa-Ázsia-Afrika) „alatt” helyezkedik el.
Krotóni Philolaosz nyomán az ókori püthagoreusok fantasztikus világképében („Naprendszer” vagy talán helyesebben bolygórendszer modelljében) mint bolygó az ún. Központi Tűz körül a legbelsőbb kőrpályán kering. A Föld a másodikon. A Földről – legalábbis az keleti féltekéről – azért nem látszik soha sem az Ellenföld sem a Központi Tűz, mert a Föld a Holdhoz hasonlóan kötött pályán kering. Az Ellenföld ezen kívül mindig a Központi Tűz mögött van. Azonban nem maradtak fenn az Ellenfölddel kapcsolatos elképzeléseik további konkrét részletei.

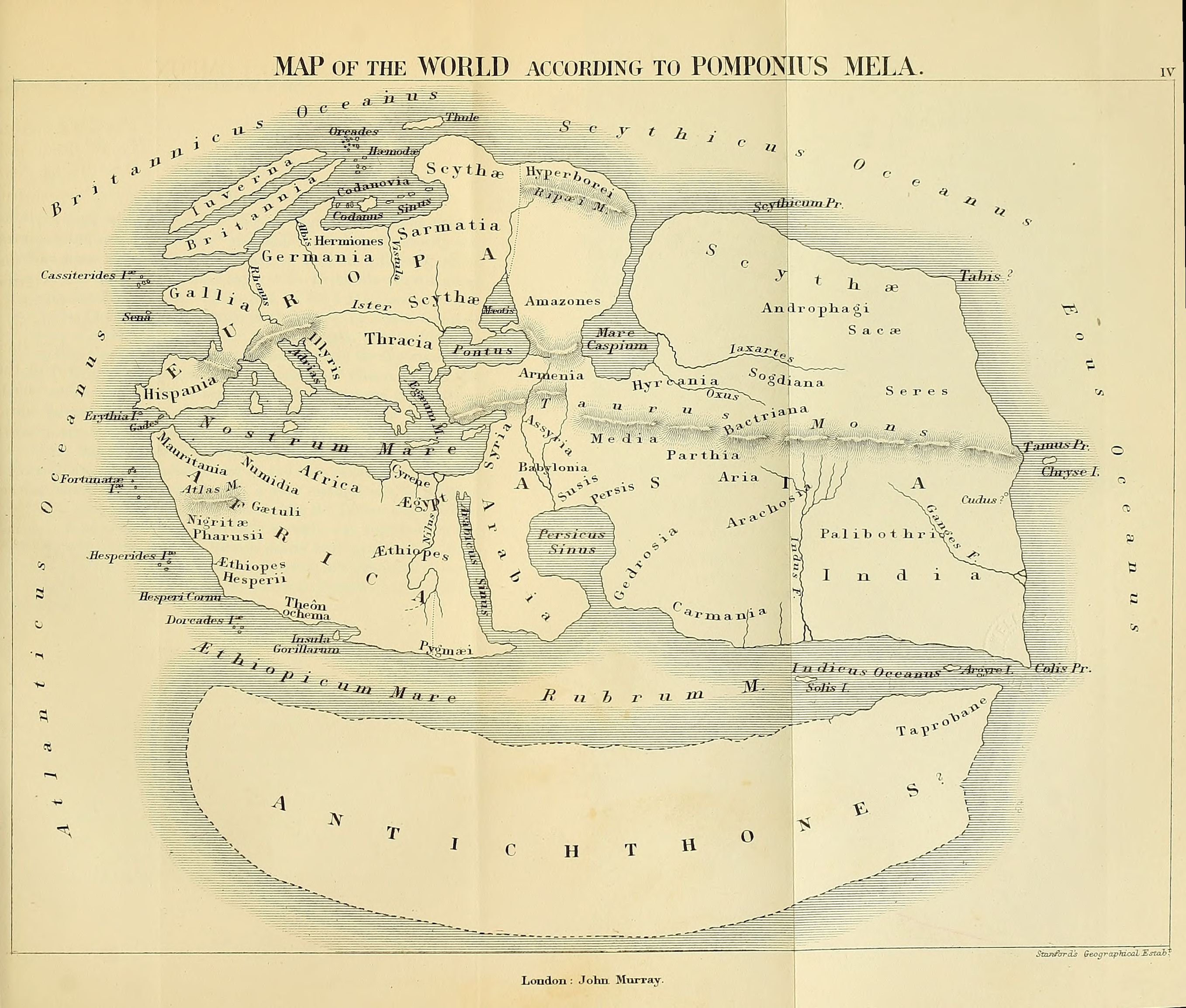
Ismeretlen déli kontinens, Ellenföld Pomponius Mela kb. i. sz. 43-ból származó világtérképén Edward Bunbury könyvéből (1879)

Egyes történészek szerint Ellenföldre (és Központi Tűzre) a püthagoreusoknak csupán azért volt szüksége, hogy az égitestek száma tíz legyen, amely a püthagoreusok szent száma volt. (Központi Tűz, Ellenföld, Föld, Hold, Nap, Merkúr, Vénusz, Mars, Jupiter, Szaturnusz) A Központi Tűz istennője Hesztia, azaz Vesta volt.
Más magyarázat szerint az Ellenfölddel a fogyatkozási jelenségeket próbálták magyarázni, azonban éppen a geometriában annyira járatos püthagoreusoknak kellett tudnia, hogy ez tarthatatlan.
Legvalószínűbbnek az a magyarázat látszik, hogy az éteri világgal ellentétben a Föld anyagi, így mozgása során szükségképpen lennie kell egy szintén anyagi ellensúlyának, amely eszerint az Ellenföld lenne. De itt is hiányzanak az Ellenfölddel kapcsolatos elképzeléseik konkrétumai.
2. Mint déli kontinens
Néhány évszázaddal később Platon, majd Arisztotelész tételezett fel a déli féltekén kontinenst vagy kontinenseket, amelyet illetve ezek egyikét, a déli pólus körül elhelyezkedőt Arisztotelész Antarktikosznak nevezte, de később Antikhthónnak azaz Ellenföldnek is nevezték. (Pomponius Mela világképén legalábbis így szerepelt.)
Az Ellenföld és Központi Tűz áthelyezését a Földre mint déli kontinens (vagy az egész déli félteke) illetve a Föld középpontja a szintén püthagoreus Hikétasznek tulajdonítják. (i. e. IV. század)

Gor (Ellenföld) a Föld-pálya ellentétes oldalán

3. Bolygó a Nap mögött (Gor, Gloria, Horus, Vulcan, Föld II, stb.)
Az 1950-es, 60-as évektől inkább tudományos fantasztikus művekben merült fel egy olyan bolygó lehetősége, amely a Földdel azonos pályán, de pontosan a pálya ellentétes oldalán kering, ezért mindig eltakarja Nap. Az égi mechanika törvényei szerint ez elvben még lehetséges is volna, de éppen az égi mechanika mutatta ki már korábban, hogy a főleg a Merkúr és a Vénusz pályáján mozgó bolygók viselkedésén az látszik, hogy nem létezik Ellenföld. Legalábbbis nem lehet számottevő tömege. K. P. Butuszov szovjet csillagász Gloriának (Глория – Glorija) nevezte és feltételezte, hogy lakott. A 2007-ben elindított STEREO műbolygó pár pályára állítása során lehetővé vált az Ellenföld feltételezett régiójának közvetlen megfigyelése, de a felvételeken a várakozásnak megfelelően nem találtak objektumot. Megjegyzendő, hogy Kepler II. törvénye miatt bár a Földpálya excentricitási kicsi, ennek ellenére a csupán körülbelül fél fokos látszólagos átmérőjű Nap nem mindig takarná el az Ellenföldet, így napfogyatkozásoknál általában közvetlenül is megfigyelhető lenne.
Mindezek ellenére a téma megmozgatta a sci-fi szerzők fantáziáját:
- John Norman amerikai író 1966-tól napjainkig (2021) futó Gor-sorozata, amelyben Gor egy ellenföld mindig a Nap mögött. Gor egyik jellegzetessége, hogy a Földdel ellentétben három holdja van.
- Utazás a Nap túlsó oldalára (Journey to the Far Side of the Sun, 1969, rendezte: Robert Parrish)
- Felettünk a Föld (Another Earth, am. filmdráma, 2011, rendezte: Mike Cahill) A filmben nem teljesen világos a Föld II. pozíciója illetve hogy honnan érkezett.[11]
- A Gor és Gor 2. című amerikai filmek (1987 és 1988).

Az UFO-történetekben is előkerültek erősen vitatható hitelességű beszámolók. Truman Bethurum aki elmondása szerint találkozott lakóival, Clarionnak nevezte.
4. L3-as Lagrange pont a Nap mögött

Lagrange pontok a Nap-Föld rendszerben köztük L3 a Földpálya ellentétes oldalán

Más égimechanikai törvényszerűségek szerint az égitestek pályájához tartoznak bizonyos pontok, amelyek gravitációs gödörként némileg stabilizálják az odakerült por, meteorok pályáját. Ezek az ún. Lagrange pontok, amelyek közül a Föld esetén az egyik (a 3-as számú) mindig éppen a Nap mögött van. De ha ez az „Ellenföld” létezik is, legfeljebb egy ritka porfelhőként kell elképzelni.